# Абрикосовка (Сакский район)
Абрико́совка (до 1948 года Унгу́т; укр. Абрикосівка, крымскотат. Unğut, Унгъут) — село в Сакском районе Крыма (согласно административно-территориальному делению России — в составе Молочненского сельского поселения Республики Крым, согласно административно-территориальному делению Украины — в составе Молочненского сельского совета Автономной Республики Крым).

## Население
| 2001 | 2014 |
| ---- | ---- |
| 517  | ↘506 |

Всеукраинская перепись 2001 года показала следующее распределение по носителям языка
| Язык             | Процент |
| ---------------- | ------- |
| русский          | 52.22   |
| украинский       | 23.21   |
| крымскотатарский | 22.82   |
| другие           | 0.97    |

### Динамика численности
| - 1805 год — 61 чел. - 1864 год — 9 чел. - 1889 год — 127 чел. - 1900 год — 21 чел. - 1905 год — 80 чел. - 1911 год — 100 чел. - 1915 год — 76/55 чел. | - 1919 год — 105 чел. - 1926 год — 272 чел. - 1939 год — 289 чел. - 1989 год — 492 чел. - 2001 год — 517 чел. - 2009 год — 490 чел. - 2014 год — 506 чел. |

## Современное состояние
На 2016 год в Абрикосовке 10 улиц, площадь, занимаемая селом, по данным сельсовета на 2009 год, 84,7 гектара, на которой в 208 дворах, числилось 490 жителей. В селе действуют  сельский клуб, библиотека, фельдшерско-акушерский пункт. Абрикосовка связана автобусным сообщением с Евпаторией и соседними населёнными пунктами.

## География
Абрикосовка — село в северо-западной части района, в степном Крыму, на старой автодороге Евпатория — Черноморское (через донузлавскую пересыпь, сейчас — до пгт Мирный), высота центра села над уровнем моря — 33 м. Расстояние до райцентра — примерно 38 километров (по шоссе), расстояние до железнодорожной станции Евпатория — около 15 км. Соседние сёла в 6,5 км: на юго-запад — Хуторок и на юго-восток — Ромашкино. Транспортное сообщение осуществляется по региональной автодороге 35Н-449 — 1 км от шоссе 35А-004 Евпатория — порт Мирный (по украинской классификации С-0-11201).

## История
Первое документальное упоминание села встречается в Камеральном Описании Крыма… 1784 года, судя по которому, в последний период Крымского ханства Ажнер входил в Шейхелский кадылык Козловскаго каймаканства. После присоединения Крыма к России (8) 19 апреля 1783 года, (8) 19 февраля 1784 года, именным указом Екатерины II сенату, на территории бывшего Крымского Ханства была образована Таврическая область и деревня была приписана к Евпаторийскому уезду. После Павловских реформ, с 1796 по 1802 год, входила в Акмечетский уезд Новороссийской губернии. По новому административному делению, после создания 8 (20) октября 1802 года Таврической губернии, Унгут был включён в состав Кудайгульской волости Евпаторийского уезда.
По Ведомости о волостях и селениях, в Евпаторийском уезде с показанием числа дворов и душ… от 9 апреля 1806 года, в деревне Унгут числилось 9 дворов, 57 крымских татар и 4 ясыров. Не обозначен (не опознан?) Унгут на военно-топографической карте генерал-майора Мухина 1817 года, но, после реформы волостного деления 1829 года Унгут, согласно «Ведомости о казённых волостях Таврической губернии 1829 года», остался в составе Кудайгульской волости. На карте 1836 года в деревне 7 дворов, а на карте 1842 года Унгут обозначен условным знаком «малая деревня», то есть, менее 5 дворов.
В 1860-х годах, после земской реформы Александра II, деревню приписали к Чотайской волости. В «Списке населённых мест Таврической губернии по сведениям 1864 года», составленном по результатам VIII ревизии 1864 года, Унгут — владельческая деревня, с 2 дворами, 9 жителями и мечетью при колодцах. По обследованиям профессора А. Н. Козловского 1867 года, вода в колодцах деревни была «хорошая, пресная», а их глубина достигала 20—25 саженей (42—53 м). На трёхверстовой карте Шуберта 1865—1876 года в деревне Унгут обозначено 4 двора. В «Памятной книге Таврической губернии 1889 года», по результатам Х ревизии 1887 года, в деревне Унгут числилось 23 двора и 127 жителей. А, согласно энциклопедическому словарю «Немцы России», ещё в 1888 году 1500 десятин земли деревни арендовали за 1/10 часть урожая (десятинное село) крымские немцы-лютеране, называвшие своё поселение Дейч-Унгут (Унгут Немецкий).
Земская реформа 1890-х годов в Евпаторийском уезде прошла после 1892 года, в результате Унгут приписали к Донузлавской волости. По «…Памятной книжке Таврической губернии на 1900 год» в деревне числился 21 житель в 2 дворах, в 1905 году было 80 человек, в 1911—100. По Статистическому справочнику Таврической губернии. Ч.II-я. Статистический очерк, выпуск пятый Евпаторийский уезд, 1915 год, в деревне Э. Б. Бобовича Унгут Донузлавской волости Евпаторийского уезда числилось 11 дворов (все дворы с землёй) с караимскими жителями в количестве 76 человек приписного населения и 55 — «постороннего», из которых 80 мужчин и 51 женщина. Жители владели 1289 десятинами удобной земли. В хозяйствах имелось 59 лошадей, 89 волов, 15 коров и 19 голов мелкого скота. Впервые зафиксирован посёлок Унгут с русским населением: 8 дворов (также все дворы с землёй), 39 человек приписного населения и 4 — «постороннего», 22 мужчины и 21 женщина. Жители владели 210 десятинами удобной земли, имелось 32 лошади, 36 волов, 12 коров и 123 головы мелкого скота (на 1919 год население — 105 человек).
После установления в Крыму Советской власти, по постановлению Крымревкома от 8 января 1921 года № 206 «Об изменении административных границ» была упразднена волостная система и село вошло в состав Евпаторийского района Евпаторийского уезда, а в 1922 году уезды получили название округов. 11 октября 1923 года, согласно постановлению ВЦИК, в административное деление Крымской АССР были внесены изменения, в результате которых округа были отменены и произошло укрупнение районов — территорию округа включили в Евпаторийский район Согласно Списку населённых пунктов Крымской АССР по Всесоюзной переписи 17 декабря 1926 года, в селе Унгут (казённый), Болек-Аджинского сельсовета Евпаторийского района, числилось 13 дворов, все крестьянские, население составляло 89 человек, из них 86 украинцев и 3 русских. В Унгуте (немецком), того же сельсовета, было 37 дворов, из них 35 крестьянских, население составляло 193 человека, из них 180 немцев, 8 русских, 3 еврея, 2 украинцев, действовала немецкая школа. На карте 1938 года село фигурирует под названием Унгут немецкий. По данным всесоюзная перепись населения 1939 года в селе проживало 289 человек. Вскоре после начала Великой Отечественной войны, 18 августа 1941 года крымские немцы были выселены, сначала в Ставропольский край, а затем в Сибирь и северный Казахстан.
После освобождения Крыма от фашистов, 12 августа 1944 года было принято постановление № ГОКО-6372с «О переселении колхозников в районы Крыма» и в сентябре 1944 года в район приехали первые новосёлы (150 семей) из Киевской и Каменец-Подольской областей, а в начале 1950-х годов последовала вторая волна переселенцев из различных областей Украины. С 25 июня 1946 года Унгут в составе Крымской области РСФСР. Указом Президиума Верховного Совета РСФСР от 18 мая 1948 года, Унгут переименовали в Абрикосовку. 26 апреля 1954 года Крымская область была передана из состава РСФСР в состав УССР. Время включения в состав Молочненского сельсовета пока не установлено: на 15 июня 1960 года село уже числилось в его составе. 1 января 1965 года, указом Президиума ВС УССР «О внесении изменений в административное районирование УССР — по Крымской области», Евпаторийский район был упразднён и село включили в состав Сакского (по другим данным — 11 февраля 1963 года). По данным переписи 1989 года в селе проживало 492 человека. С 12 февраля 1991 года село в восстановленной Крымской АССР, 26 февраля 1992 года переименованной в Автономную Республику Крым. С 21 марта 2014 года в составе Крыма аннексирована Россией.